# Rödern (Küps)
Rödern ist ein Gemeindeteil des Marktes Küps im Landkreis Kronach (Oberfranken, Bayern).

## Geographie
Der Weiler ist vom Theisendorfer Wald umgeben. Im Süden fließt der Krebsbach vorbei, im Westen mündet der Kieferiggraben als linker Zufluss in den Krebsbach. Ein Anliegerweg führt nach Theisenort (0,7 km südlich).

## Geschichte
Gegen Ende des 18. Jahrhunderts bestand Rödern aus 4 Anwesen. Das Hochgericht übte das Rittergut Schmölz-Theisenort im begrenzten Umfang aus. Es hatte ggf. an das bambergische Centamt Kronach auszuliefern. Das Rittergut Schmölz-Theisenort war zugleich Grundherr der 4 Fronsölden.
Mit dem Gemeindeedikt wurde Rödern dem 1808 gebildeten Steuerdistrikt Theisenort und der 1818 gebildeten Ruralgemeinde Theisenort zugewiesen. Am 1. Mai 1978 wurde Rödern im Zuge der Gebietsreform in Bayern in die Gemeinde Küps eingegliedert.

### Einwohnerentwicklung
| Jahr      | 001818 | 001861 | 001871 | 001885 | 001900 | 001925 | 001950 | 001961 | 001970 | 001987 |
| Einwohner | 17     | 15     | 25     | 25     | 18     | 21     | 28     | 14     | 8      | 2      |
| Häuser    | 4      |        |        | 4      | 4      | 4      | 4      | 4      |        | 3      |
| Quelle    | [ 5 ]  | [ 7 ]  | [ 8 ]  | [ 9 ]  | [ 10 ] | [ 11 ] | [ 12 ] | [ 13 ] | [ 14 ] | [ 1 ]  |

## Religion
Die Protestanten sind bis heute nach St. Laurentius (Schmölz) gepfarrt und die Katholiken nach Heiligste Dreifaltigkeit (Theisenort).